# Loek van Wely
Loek van Wely (* 7. října 1972 Heesch) je nizozemský šachový velmistr. Mezi lety 2000 a 2005 dokázal šestkrát v řadě vyhrát holandské mistrovství, přičemž v roce 2001 se dokonce dostal mezi deset nejlepších hráčů na světě.
V roce 2005 také dokázal dovést holandskou reprezentaci k vítězství na evropském týmovém šampionátu v Göteborgu. Mnohokrát se také zúčastnil prestižního turnaje Corus ve Wijk aan Zee.
V posledních letech dokázal vyhrát turnaje Chicago Open 2010 a Berkeley International 2011.